# Підземна базиліка поблизу Порта-Маджоре
Підземна базиліка поблизу Порта-Маджоре (італ. Basilica sotterranea di Porta Maggiore — базиліка I століття нашої ери в Римі, неподалік від воріт Порта-Маджоре.

## Історія
Базиліку побудовано у першій половині I століття н. е. Незабаром її було закинуто, завдяки чому вона збереглася в первозданному вигляді. Точне призначення базиліки невідомо. Судячи з тематики ліпних рельєфів, вона служила для відправлення езотеричного язичницького культу, імовірно, неопіфагорейського. Вважається, що базиліку побудувала впливова родина Статиліїв. Тацит в «Анналах» повідомляє про те, що дружина Клавдія, Агрипіна, обмовила главу родини, Статилія Тавра, щоб заволодіти його багатством. У 53 р. н. е. Статилію Тавру було пред'явлено звинувачення у «зловмисних зносинах з магами», в результаті чого він наклав на себе руки.
Базиліку було виявлено випадково в 1917 році, її склепіння частково обрушилося при будівництві залізничного шляхопроводу і прокладанні трамвайної колії.
З 2015 року до базиліки відкритий обмежений доступ за попереднім записом.

## Опис
Базиліку цілком вирубано в туфі. Вона має 12 м в довжину, 9 м в ширину і 7 м у висоту. Має три нефи, розділені шістьма стовпами, напівкруглу апсиду в кінці середнього нефа, а також квадратний вестибул. Висвітлювалася через вестибул, через отвір в його перекритті. Поверхня стін вирівняна бетоном, на який накладено штукатурку з рельєфами. Рельєфи на стінах і склепіннях базиліки зображують різні міфологічні сцени за участю кентаврів, грифонів, сатирів, а також класичних героїв: Ахілла, Орфея, Паріса, Геракла та інших.
Завдяки своїй тринефній структурі з центральною апсидою базиліка розглядається як попередниця християнської храмової архітектури.